# Liste der Monuments historiques in Bussy-le-Grand
Die Liste der Monuments historiques in Bussy-le-Grand führt die Monuments historiques in der französischen Gemeinde Bussy-le-Grand auf.

## Liste der Immobilien
| Bezeichnung                    | Beschreibung | Standort                    | Kennzeichnung | Schutzstatus | Datum     | Bild           |
| ------------------------------ | --- | --------------------------- | ------------- | ------------ | --------- | -------------- |
| Maison Lang                    | aus dem 17. Jahrhundert; mit Gartenanlage und Taubenturm                                                                                               | 1 rue de l’Eglise (Lage)    | PA00132541    | Inscrit      | 1994      |                |
| Château de Bussy-Rabutin       | Burg, 12. Jahrhundert, im 16. Jahrhundert zum Schloss umgebaut; mit Parkanlage des 17. Jahrhunderts, Architekt André Le Nôtre, und Wirtschaftsgebäuden | 12bis rue du Chateau (Lage) | PA00112169    | Classé       | 1862 2005 | weitere Bilder |
| Kirche St-Antonin und Friedhof | ab dem zweiten Viertel des 12. Jahrhunderts | Rue du Bas (Lage)           | PA00112170    | Classé       | 1915 1931 | weitere Bilder |

## Liste der Objekte
| Bezeichnung | Beschreibung | Standort                           | Kennzeichnung | Schutzstatus | Datum | Bild           |
| --- | --- | ---------------------------------- | ------------- | ------------ | ----- | -------------- |
| Mariä-Himmelfahrts-Fenster                                                                                           | Buntglas, um 1500, im 20. Jahrhundert ergänzt und neugefasst                                                         | in der Kirche St-Antonin (Lage)    | PM21000462    | Classé       | 1915  | weitere Bilder |
| Adlerpult | Holz, um 1700 | in der Kirche St-Antonin (Lage)    | PM21000463    | Classé       | 1919  |                |
| Kanzel | Holz, bemalt, zweite Hälfte des 17. Jahrhunderts                                                                     | in der Kirche St-Antonin (Lage)    | PM21000464    | Classé       | 1925  | weitere Bilder |
| Skulptur Christus in der Rast                                                                                        | Kalkstein, farbig gefasst, 16. Jahrhundert                                                                           | in der Kirche St-Antonin (Lage)    | PM21000465    | Classé       | 1931  |                |
| Marienlebenretabel                                                                                                   | Kalkstein, 16. Jahrhundert                                                                                           | in der Kirche St-Antonin (Lage)    | PM21000466    | Classé       | 1959  |                |
| Skulptur eines Bischofs                                                                                              | Kalkstein, erste Hälfte des 16. Jahrhunderts                                                                         | in der Kirche St-Antonin (Lage)    | PM21000467    | Classé       | 1967  |                |
| Chorgestühl und Wandvertäfelung des Chorraums                                                                        | Holz, 17. und 19. Jahrhundert; aus der Kapelle Ste-Reine in Alise-Sainte-Reine                                       | in der Kirche St-Antonin (Lage)    | PM21000468    | Classé       | 1976  | weitere Bilder |
| Truhe | Holz, um 1500 | in der Kirche St-Antonin (Lage)    | PM21000469    | Classé       | 1976  |                |
| Zwei Armreliquiare                                                                                                   | Holz, farbig gefasst, 17. Jahrhundert                                                                                | in der Kirche St-Antonin (Lage)    | PM21003401    | Inscrit      | 1972  |                |
| Sakristeikreuz | Bronze, Anfang des 18. Jahrhunderts                                                                                  | in der Kirche St-Antonin (Lage)    | PM21003402    | Inscrit      | 1972  |                |
| 18 Gemälde mit Porträts der Familie von Roger de Bussy-Rabutin                                                       | Ölfarbe auf Leinwand, zweite Hälfte des 17. Jahrhunderts                                                             | im Château de Bussy-Rabutin (Lage) | PM21000470    | Classé       | 1862  |                |
| Glasbild Heilige Barbara                                                                                             | Buntglas, 16. Jahrhundert                                                                                            | im Château de Bussy-Rabutin (Lage) | PM21002752    | Classé       | 1862  |                |
| Glasbild Heilige Klara von Assisi                                                                                    | Buntglas, 16. Jahrhundert                                                                                            | im Château de Bussy-Rabutin (Lage) | PM21002753    | Classé       | 1862  |                |
| Gemalter Dekor des Salle des Devises                                                                                 | Darstellungen von Burgen und Schössern, Sinnbildern und Wahlsprüchen; Ölfarbe auf Holz, 17. Jahrhundert              | im Château de Bussy-Rabutin (Lage) | PM21002754    | Classé       | 1921  | weitere Bilder |
| Gemälde Porträt von Roger de Rabutin                                                                                 | Ölfarbe auf Leinwand, bemalter Holzrahmen, 1673, Claude Lefebvre zugeschrieben                                       | im Château de Bussy-Rabutin (Lage) | PM21002755    | Classé       | 1862  | weitere Bilder |
| Gemalter Dekor der Antichambre des Hommes de Guerres                                                                 | Darstellungen von Monogrammen, Sinnbildern, Wahlsprüchen und Trophäen; Ölfarbe auf Holz, 17. Jahrhundert             | im Château de Bussy-Rabutin (Lage) | PM21002756    | Classé       | 1862  | weitere Bilder |
| 65 Gemälde: Porträts von Militärpersonen                                                                             | Ölfarbe auf Leinwand, bemalte Holzrahmen, 17. Jahrhundert                                                            | im Château de Bussy-Rabutin (Lage) | PM21002757    | Classé       | 1862  | weitere Bilder |
| Gemälde Porträt von Agnès Sorel                                                                                      | Ölfarbe auf Leinwand, Holzrahmen, zweite Hälfte des 17. Jahrhunderts                                                 | im Château de Bussy-Rabutin (Lage) | PM21002758    | Classé       | 1862  |                |
| Gemälde Porträt von Marie Touchet                                                                                    | Ölfarbe auf Leinwand, Holzrahmen, zweite Hälfte des 17. Jahrhunderts                                                 | im Château de Bussy-Rabutin (Lage) | PM21002759    | Classé       | 1862  |                |
| Gemälde Porträt von Diana von Poitiers                                                                               | Ölfarbe auf Leinwand, Holzrahmen, zweite Hälfte des 17. Jahrhunderts                                                 | im Château de Bussy-Rabutin (Lage) | PM21002760    | Classé       | 1862  |                |
| Gemälde Porträt von Charlotte des Essarts (?)                                                                        | Ölfarbe auf Leinwand, Holzrahmen, zweite Hälfte des 17. Jahrhunderts                                                 | im Château de Bussy-Rabutin (Lage) | PM21002761    | Classé       | 1862  |                |
| Gemälde Porträt von Marie Angélique de Scoraille de Roussille                                                        | Ölfarbe auf Leinwand, Holzrahmen, zweite Hälfte des 17. Jahrhunderts                                                 | im Château de Bussy-Rabutin (Lage) | PM21002762    | Classé       | 1862  |                |
| Gemälde Porträt von Catherine Henriette de Balzac d’Entragues                                                        | Ölfarbe auf Leinwand, Holzrahmen, zweite Hälfte des 17. Jahrhunderts                                                 | im Château de Bussy-Rabutin (Lage) | PM21002763    | Classé       | 1862  |                |
| Gemälde Porträt von Gabrielle d’Estrées                                                                              | Ölfarbe auf Leinwand, Holzrahmen, zweite Hälfte des 17. Jahrhunderts                                                 | im Château de Bussy-Rabutin (Lage) | PM21002764    | Classé       | 1862  |                |
| Gemälde Porträt von Ninon de Lenclos                                                                                 | Ölfarbe auf Leinwand, Holzrahmen, zweite Hälfte des 17. Jahrhunderts                                                 | im Château de Bussy-Rabutin (Lage) | PM21002765    | Classé       | 1862  |                |
| Gemälde Porträt von Marie-Anglique de Scorailles de Roussille                                                        | Ölfarbe auf Leinwand, Holzrahmen, zweite Hälfte des 17. Jahrhunderts                                                 | im Château de Bussy-Rabutin (Lage) | PM21002766    | Classé       | 1862  |                |
| Drei Gemälde: Porträts von Françoise-Marguerite de Sévigné, Marie de Rabutin-Chantal und Louise de Rouville          | Ölfarbe auf Leinwand, bemalter Holzrahmen, zweite Hälfte des 17. Jahrhunderts; nach Louis Ferdinand Elle dem Älteren | im Château de Bussy-Rabutin (Lage) | PM21002767    | Classé       | 1862  |                |
| Gemälde Porträt von Anne de Pisseleu d’Heilly                                                                        | Ölfarbe auf Leinwand, Holzrahmen, zweite Hälfte des 17. Jahrhunderts                                                 | im Château de Bussy-Rabutin (Lage) | PM21002768    | Classé       | 1862  |                |
| Gemälde Porträt von Françoise d’Aubigné, marquise de Maintenon (1)                                                   | Ölfarbe auf Leinwand, Holzrahmen, zweite Hälfte des 17. Jahrhunderts                                                 | im Château de Bussy-Rabutin (Lage) | PM21002769    | Classé       | 1862  |                |
| Gemälde Porträt von Françoise d’Aubigné, marquise de Maintenon (2)                                                   | Ölfarbe auf Leinwand, Holzrahmen, zweite Hälfte des 17. Jahrhunderts                                                 | im Château de Bussy-Rabutin (Lage) | PM21002770    | Classé       | 1862  |                |
| Gemälde Porträt von Henrietta Anne Stuart                                                                            | Ölfarbe auf Leinwand, Holzrahmen, zweite Hälfte des 17. Jahrhunderts                                                 | im Château de Bussy-Rabutin (Lage) | PM21002771    | Classé       | 1862  |                |
| Gemälde Porträt von Louis Auguste I. de Bourbon, duc du Maine                                                        | Ölfarbe auf Leinwand, Holzrahmen, zweite Hälfte des 17. Jahrhunderts                                                 | im Château de Bussy-Rabutin (Lage) | PM21002772    | Classé       | 1862  |                |
| Gemälde Porträt von Philippe II. de Bourbon, duc d’Orléans                                                           | Ölfarbe auf Leinwand, Holzrahmen, zweite Hälfte des 17. Jahrhunderts                                                 | im Château de Bussy-Rabutin (Lage) | PM21002773    | Classé       | 1862  |                |
| Gemälde Porträt von Françoise-Marie de Bourbon                                                                       | Ölfarbe auf Leinwand, Holzrahmen, zweite Hälfte des 17. Jahrhunderts                                                 | im Château de Bussy-Rabutin (Lage) | PM21002774    | Classé       | 1862  |                |
| Gemälde Porträt von Maria Anna Victoria von Bayern                                                                   | Ölfarbe auf Leinwand, Holzrahmen, zweite Hälfte des 17. Jahrhunderts                                                 | im Château de Bussy-Rabutin (Lage) | PM21002775    | Classé       | 1862  |                |
| Gemälde Porträt von Françoise-Athénaïs de Rochechouart de Mortemart                                                  | Ölfarbe auf Leinwand, Holzrahmen, zweite Hälfte des 17. Jahrhunderts                                                 | im Château de Bussy-Rabutin (Lage) | PM21002776    | Classé       | 1862  |                |
| Gemälde Porträt von Élisabeth Charlotte d’Orléans (?)                                                                | Ölfarbe auf Leinwand, Holzrahmen, zweite Hälfte des 17. Jahrhunderts                                                 | im Château de Bussy-Rabutin (Lage) | PM21002777    | Classé       | 1862  |                |
| Gemälde Porträt von Anne de Harville-Palaiseau                                                                       | Ölfarbe auf Leinwand, Holzrahmen, zweite Hälfte des 17. Jahrhunderts; nach Louis Ferdinand Elle dem Älteren          | im Château de Bussy-Rabutin (Lage) | PM21002778    | Classé       | 1862  |                |
| Gemälde Porträt von Marguerite Hessein de La Sablière                                                                | Ölfarbe auf Leinwand, Holzrahmen, zweite Hälfte des 17. Jahrhunderts                                                 | im Château de Bussy-Rabutin (Lage) | PM21002779    | Classé       | 1862  | weitere Bilder |
| Gemälde Porträt des MAdemoiselle de Clermont                                                                         | Ölfarbe auf Leinwand, Holzrahmen, zweite Hälfte des 17. Jahrhunderts                                                 | im Château de Bussy-Rabutin (Lage) | PM21002780    | Classé       | 1862  |                |
| Gemälde Porträt von Anne-Marie-Louise d’Orléans                                                                      | Ölfarbe auf Leinwand, Holzrahmen, zweite Hälfte des 17. Jahrhunderts                                                 | im Château de Bussy-Rabutin (Lage) | PM21002781    | Classé       | 1862  |                |
| Gemälde Porträt der Princesse d’Epinay                                                                               | Ölfarbe auf Leinwand, Holzrahmen, zweite Hälfte des 17. Jahrhunderts                                                 | im Château de Bussy-Rabutin (Lage) | PM21002782    | Classé       | 1862  |                |
| Gemälde Porträt von Charlotte de La Mothe-Houdancourt                                                                | Ölfarbe auf Leinwand, Holzrahmen, zweite Hälfte des 17. Jahrhunderts                                                 | im Château de Bussy-Rabutin (Lage) | PM21002783    | Classé       | 1862  |                |
| Gemälde Porträt von Anne-Geneviève de Lévis                                                                          | Ölfarbe auf Leinwand, Holzrahmen, um 1700                                                                            | im Château de Bussy-Rabutin (Lage) | PM21002784    | Classé       | 1862  |                |
| Gemälde Porträt einer Dame mit Perlenkette                                                                           | Ölfarbe auf Leinwand, bemalter Holzrahmen, zweite Hälfte des 17. Jahrhunderts                                        | im Château de Bussy-Rabutin (Lage) | PM21002785    | Classé       | 1862  |                |
| Gemälde Porträt einer Dame                                                                                           | Ölfarbe auf Leinwand, bemalter Holzrahmen, zweite Hälfte des 17. Jahrhunderts                                        | im Château de Bussy-Rabutin (Lage) | PM21002786    | Classé       | 1862  |                |
| Gerahmtes Kruzifix                                                                                                   | Elfenbein, vergoldeter Holzrahmen, 18. Jahrhundert                                                                   | im Château de Bussy-Rabutin (Lage) | PM21002787    | Classé       | 1862  |                |
| Gemalter Dekor des Cabinet de la Tour dorée (1)                                                                      | Darstellungen von mythologischen Szenen, Wappen und Sinnsprüchen; Ölfarbe auf Holz, 17. Jahrhundert                  | im Château de Bussy-Rabutin (Lage) | PM21002788    | Classé       | 1921  | weitere Bilder |
| Gemalter Dekor des Cabinet de la Tour dorée (2)                                                                      | Darstellungen von Putti und Sinnsprüchen; Ölfarbe auf Holz, 17. Jahrhundert                                          | im Château de Bussy-Rabutin (Lage) | PM21002789    | Classé       | 1921  |                |
| 11 Gemälde: Porträts von Frauen und von Roger de Rabutin                                                             | Ölfarbe auf Leinwand, zweite Hälfte des 17. Jahrhunderts                                                             | im Château de Bussy-Rabutin (Lage) | PM21002790    | Classé       | 1921  | weitere Bilder |
| 12 Gemälde: Porträts von Persönlichkeiten des französischen Hofs                                                     | Ölfarbe auf Leinwand, 17. Jahrhundert                                                                                | im Château de Bussy-Rabutin (Lage) | PM21002791    | Classé       | 1921  | weitere Bilder |
| Gemalter Dekor des Cabinet de la Tour dorée (3)                                                                      | Darstellungen der Jahreszeiten, von Wappen und Trophäen; Ölfarbe auf Holz und Leinwand, 17. Jahrhundert              | im Château de Bussy-Rabutin (Lage) | PM21002792    | Classé       | 1921  | weitere Bilder |
| 12 Gemälde: Sybillen                                                                                                 | Ölfarbe auf Holz, 17. Jahrhundert                                                                                    | im Château de Bussy-Rabutin (Lage) | PM21002793    | Classé       | 1921  |                |
| Zwei Gemälde: Porträts von Louis-Henri de Bourbon, prince de Conde, und von Louis-Joseph de Bourbon, prince de Conde | Ölfarbe auf Leinwand, um 1700                                                                                        | im Château de Bussy-Rabutin (Lage) | PM21002794    | Classé       | 1921  |                |
| Gemälde Porträt von Louis de Bourbon, dauphin de France                                                              | Ölfarbe auf Leinwand, zweite Hälfte des 17. Jahrhunderts                                                             | im Château de Bussy-Rabutin (Lage) | PM21002795    | Classé       | 1921  |                |
| Altar und Tabernakel                                                                                                 | Holz, farbig gefasst, Kupfer, 17. Jahrhundert                                                                        | im Château de Bussy-Rabutin (Lage) | PM21002796    | Classé       | 1862  |                |
| Lazarus-Retabel | Kalkstein, farbig gefasst, 16. Jahrhundert                                                                           | im Château de Bussy-Rabutin (Lage) | PM21002797    | Classé       | 1862  | weitere Bilder |
| Skulpturengruppe Mariä Heimsuchung                                                                                   | Kalkstein, farbig gefasst, 16. Jahrhundert                                                                           | im Château de Bussy-Rabutin (Lage) | PM21002818    | Classé       | 1862  | weitere Bilder |
| Skulptur Heiliger Nikolaus                                                                                           | Kalkstein, 16. Jahrhundert                                                                                           | im Château de Bussy-Rabutin (Lage) | PM21002819    | Classé       | 1862  |                |
| Skulptur Heilige Syra                                                                                                | Kalkstein, 16. Jahrhundert                                                                                           | im Château de Bussy-Rabutin (Lage) | PM21002820    | Classé       | 1862  |                |
| Kruzifix | Holz, 17. Jahrhundert                                                                                                | im Château de Bussy-Rabutin (Lage) | PM21002821    | Classé       | 1862  |                |
| Gemälde Madonna mit Kind und Johannesknaben                                                                          | Ölfarbe auf Leinwand, vergoldeter Holzrahmen, 16. Jahrhundert; nach Andrea del Sarto                                 | im Château de Bussy-Rabutin (Lage) | PM21002822    | Classé       | 1862  | weitere Bilder |
| Gemälde Beweinung Christi                                                                                            | Ölfarbe auf Leinwand, Holzrahmen, 17. Jahrhundert                                                                    | im Château de Bussy-Rabutin (Lage) | PM21002823    | Classé       | 1862  |                |
| Gemälde Mystische Hochzeit der heiligen Katharina                                                                    | Ölfarbe auf Leinwand, vergoldeter Holzrahmen, um 1600                                                                | im Château de Bussy-Rabutin (Lage) | PM21002824    | Classé       | 1862  |                |
| Vier Altarleuchter                                                                                                   | Holz, vergoldet, 17. Jahrhundert                                                                                     | im Château de Bussy-Rabutin (Lage) | PM21002825    | Classé       | 1862  |                |
| Gemälde Porträt von Vincent de la Rue                                                                                | Ölfarbe auf Leinwand, vergoldeter Holzrahmen, 1741                                                                   | im Château de Bussy-Rabutin (Lage) | PM21002826    | Classé       | 1862  |                |
| Gemälde Elias’ Himmelfahrt                                                                                           | Ölfarbe auf Leinwand, Mitte des 17. Jahrhunderts                                                                     | im Château de Bussy-Rabutin (Lage) | PM21002827    | Classé       | 1862  |                |
| Relief Heiliger Bernhard von Clairvaux                                                                               | Holz, farbig gefasst, 19. Jahrhundert                                                                                | im Château de Bussy-Rabutin (Lage) | PM21002828    | Classé       | 1862  |                |
| Gemälde Porträt von Eberhard Jabach                                                                                  | Ölfarbe auf Leinwand, vergoldeter Holzrahmen, um 1688 von Hyacinthe Rigaud                                           | im Château de Bussy-Rabutin (Lage) | PM21002829    | Classé       | 1862  |                |
| Gemälde Porträt des heiligen Franz von Sales (1)                                                                     | Ölfarbe auf Leinwand, Holzrahmen, 17. Jahrhundert                                                                    | im Château de Bussy-Rabutin (Lage) | PM21002830    | Classé       | 1862  |                |
| Gemälde Porträt von Erzbischof Jean Bouhier                                                                          | Ölfarbe auf Leinwand, vergoldeter Holzrahmen, zweites Viertel des 18. Jahrhunderts, von Henri Guillemart             | im Château de Bussy-Rabutin (Lage) | PM21002831    | Classé       | 1862  |                |
| Gemälde Porträt eines Bischofs                                                                                       | Ölfarbe auf Leinwand, vergoldeter Holzrahmen, 18. Jahrhundert                                                        | im Château de Bussy-Rabutin (Lage) | PM21002832    | Classé       | 1862  |                |
| Gemälde Porträt von Claude Bouhier                                                                                   | Ölfarbe auf Leinwand, vergoldeter Holzrahmen, zweites Viertel des 18. Jahrhunderts                                   | im Château de Bussy-Rabutin (Lage) | PM21002833    | Classé       | 1862  |                |
| Gemälde Porträt von Armand Jean Le Bouthillier de Rancé                                                              | Ölfarbe auf Leinwand, vergoldeter Holzrahmen, 18. Jahrhundert; nach Hyacinthe Rigaud                                 | im Château de Bussy-Rabutin (Lage) | PM21002834    | Classé       | 1862  |                |
| Grafik Porträt von René Francois de Beauvau de Rivau                                                                 | Pastellkreide auf Papier, 18. Jahrhundert; nach Hyacinthe Rigaud                                                     | im Château de Bussy-Rabutin (Lage) | PM21002835    | Classé       | 1862  |                |
| Grafik Porträt von Johanna Franziska von Chantal                                                                     | Ölfarbe auf Leinwand, vergoldeter Holzrahmen, 17. Jahrhundert; nach Louis Ferdinand Elle dem Älteren                 | im Château de Bussy-Rabutin (Lage) | PM21002836    | Classé       | 1862  |                |
| Grafik Porträt von Papst Paul III.                                                                                   | Ölfarbe auf Leinwand, vergoldeter Holzrahmen, 17. Jahrhundert (?); nach Tizian                                       | im Château de Bussy-Rabutin (Lage) | PM21002837    | Classé       | 1862  |                |
| Gemälde Porträt des heiligen Franz von Sales (2)                                                                     | Ölfarbe auf Leinwand, vergoldeter Stuckrahmen, 17. Jahrhundert                                                       | im Château de Bussy-Rabutin (Lage) | PM21002838    | Classé       | 1862  |                |
| Relief Christus | Holz, grau gefasst, 19. Jahrhundert                                                                                  | im Château de Bussy-Rabutin (Lage) | PM21002839    | Classé       | 1862  |                |
| Gemälde Porträt von Philipp dem Guten (1)                                                                            | Ölfarbe auf Leinwand, vergoldeter Holzrahmen, 17. Jahrhundert                                                        | im Château de Bussy-Rabutin (Lage) | PM21002840    | Classé       | 1862  |                |
| Gemälde Porträt von Johann Ohnefurcht (1)                                                                            | Ölfarbe auf Leinwand, vergoldeter Holzrahmen, 17. Jahrhundert                                                        | im Château de Bussy-Rabutin (Lage) | PM21002841    | Classé       | 1862  |                |
| Gemälde Porträt von Philipp II. von Burgund                                                                          | Ölfarbe auf Leinwand, vergoldeter Holzrahmen, 17. Jahrhundert                                                        | im Château de Bussy-Rabutin (Lage) | PM21002842    | Classé       | 1862  |                |
| Gemälde Porträt von Margarete III. von Burgund                                                                       | Ölfarbe auf Leinwand, vergoldeter Holzrahmen, 17. Jahrhundert                                                        | im Château de Bussy-Rabutin (Lage) | PM21002843    | Classé       | 1862  |                |
| Gemälde Porträt von Johann Ohnefurcht (2)                                                                            | Ölfarbe auf Leinwand, vergoldeter Holzrahmen, 17. Jahrhundert                                                        | im Château de Bussy-Rabutin (Lage) | PM21002844    | Classé       | 1862  |                |
| Gemälde Porträt von Margarete von Bayern                                                                             | Ölfarbe auf Leinwand, vergoldeter Holzrahmen, 17. Jahrhundert                                                        | im Château de Bussy-Rabutin (Lage) | PM21002845    | Classé       | 1862  |                |
| Gemälde Porträt von Philipp dem Guten (2)                                                                            | Ölfarbe auf Leinwand, vergoldeter Holzrahmen, 17. Jahrhundert                                                        | im Château de Bussy-Rabutin (Lage) | PM21002846    | Classé       | 1862  |                |
| Gemälde Porträt von Karl dem Kühnen                                                                                  | Ölfarbe auf Leinwand, vergoldeter Holzrahmen, 17. Jahrhundert                                                        | im Château de Bussy-Rabutin (Lage) | PM21002847    | Classé       | 1862  |                |
| Gemälde Porträt von Isabelle de Portugal, Herzogin von Burgund                                                       | Ölfarbe auf Leinwand, vergoldeter Holzrahmen, 17. Jahrhundert                                                        | im Château de Bussy-Rabutin (Lage) | PM21002848    | Classé       | 1862  |                |
| Gemälde Porträt von Isabelle de Bourbon                                                                              | Ölfarbe auf Leinwand, vergoldeter Holzrahmen, 17. Jahrhundert                                                        | im Château de Bussy-Rabutin (Lage) | PM21002849    | Classé       | 1862  |                |
| Gemälde Porträt von Hugo Capet                                                                                       | Ölfarbe auf Leinwand, vergoldeter Holzrahmen, 17. Jahrhundert                                                        | im Château de Bussy-Rabutin (Lage) | PM21002850    | Classé       | 1862  |                |
| Gemälde Porträt von Robert dem Frommen                                                                               | Ölfarbe auf Leinwand, vergoldeter Holzrahmen, 17. Jahrhundert                                                        | im Château de Bussy-Rabutin (Lage) | PM21002851    | Classé       | 1862  |                |
| Gemälde Porträt von Heinrich I. von Frankreich                                                                       | Ölfarbe auf Leinwand, vergoldeter Holzrahmen, 17. Jahrhundert                                                        | im Château de Bussy-Rabutin (Lage) | PM21002852    | Classé       | 1862  |                |
| Gemälde Porträt von Philipp I. von Frankreich                                                                        | Ölfarbe auf Leinwand, vergoldeter Holzrahmen, 17. Jahrhundert                                                        | im Château de Bussy-Rabutin (Lage) | PM21002853    | Classé       | 1862  |                |
| Gemälde Porträt von Ludwig VI. dem Dicken                                                                            | Ölfarbe auf Leinwand, vergoldeter Holzrahmen, 17. Jahrhundert                                                        | im Château de Bussy-Rabutin (Lage) | PM21002854    | Classé       | 1862  |                |
| Gemälde Porträt von Ludwig VII. dem Jüngeren                                                                         | Ölfarbe auf Leinwand, vergoldeter Holzrahmen, 17. Jahrhundert                                                        | im Château de Bussy-Rabutin (Lage) | PM21002855    | Classé       | 1862  |                |
| Gemälde Porträt von Philipp II. August                                                                               | Ölfarbe auf Leinwand, vergoldeter Holzrahmen, 17. Jahrhundert                                                        | im Château de Bussy-Rabutin (Lage) | PM21002856    | Classé       | 1862  |                |
| Gemälde Porträt von Ludwig VIII. dem Löwen                                                                           | Ölfarbe auf Leinwand, vergoldeter Holzrahmen, 17. Jahrhundert                                                        | im Château de Bussy-Rabutin (Lage) | PM21002857    | Classé       | 1862  |                |
| Gemälde Porträt von Ludwig IX. dem Heiligen                                                                          | Ölfarbe auf Leinwand, vergoldeter Holzrahmen, 17. Jahrhundert                                                        | im Château de Bussy-Rabutin (Lage) | PM21002858    | Classé       | 1862  |                |
| Gemälde Porträt von Philipp III. dem Kühnen                                                                          | Ölfarbe auf Leinwand, vergoldeter Holzrahmen, 17. Jahrhundert                                                        | im Château de Bussy-Rabutin (Lage) | PM21002859    | Classé       | 1862  |                |
| Gemälde Porträt von Philipp IV. dem Schönen                                                                          | Ölfarbe auf Leinwand, vergoldeter Holzrahmen, 17. Jahrhundert                                                        | im Château de Bussy-Rabutin (Lage) | PM21002860    | Classé       | 1862  |                |
| Gemälde Porträt von Ludwig X. dem Zänker                                                                             | Ölfarbe auf Leinwand, vergoldeter Holzrahmen, 17. Jahrhundert                                                        | im Château de Bussy-Rabutin (Lage) | PM21002861    | Classé       | 1862  |                |
| Gemälde Porträt von Philipp V. dem Langen                                                                            | Ölfarbe auf Leinwand, vergoldeter Holzrahmen, 17. Jahrhundert                                                        | im Château de Bussy-Rabutin (Lage) | PM21002862    | Classé       | 1862  |                |
| Gemälde Porträt von Karl IV. dem Schönen                                                                             | Ölfarbe auf Leinwand, vergoldeter Holzrahmen, 17. Jahrhundert                                                        | im Château de Bussy-Rabutin (Lage) | PM21002863    | Classé       | 1862  |                |
| Gemälde Porträt von Philipp VI. von Valois                                                                           | Ölfarbe auf Leinwand, vergoldeter Holzrahmen, 17. Jahrhundert                                                        | im Château de Bussy-Rabutin (Lage) | PM21002864    | Classé       | 1862  |                |
| Gemälde Porträt von Johann II. dem Guten                                                                             | Ölfarbe auf Leinwand, vergoldeter Holzrahmen, 17. Jahrhundert                                                        | im Château de Bussy-Rabutin (Lage) | PM21002865    | Classé       | 1862  |                |
| Gemälde Porträt von Karl V. dem Weisen                                                                               | Ölfarbe auf Leinwand, vergoldeter Holzrahmen, 17. Jahrhundert                                                        | im Château de Bussy-Rabutin (Lage) | PM21002866    | Classé       | 1862  |                |
| Gemälde Porträt von Karl VI. dem Wahnsinnigen                                                                        | Ölfarbe auf Leinwand, vergoldeter Holzrahmen, 17. Jahrhundert                                                        | im Château de Bussy-Rabutin (Lage) | PM21002867    | Classé       | 1862  |                |
| Gemälde Porträt von Karl VII. dem Siegreichen                                                                        | Ölfarbe auf Leinwand, vergoldeter Holzrahmen, 17. Jahrhundert                                                        | im Château de Bussy-Rabutin (Lage) | PM21002868    | Classé       | 1862  |                |
| Gemälde Porträt von Ludwig XI. dem Klugen                                                                            | Ölfarbe auf Leinwand, vergoldeter Holzrahmen, 17. Jahrhundert                                                        | im Château de Bussy-Rabutin (Lage) | PM21002869    | Classé       | 1862  |                |
| Gemälde Porträt von Karl VIII.                                                                                       | Ölfarbe auf Leinwand, vergoldeter Holzrahmen, 17. Jahrhundert                                                        | im Château de Bussy-Rabutin (Lage) | PM21002870    | Classé       | 1862  |                |
| Gemälde Porträt von Ludwig XII.                                                                                      | Ölfarbe auf Leinwand, vergoldeter Holzrahmen, 17. Jahrhundert                                                        | im Château de Bussy-Rabutin (Lage) | PM21002871    | Classé       | 1862  |                |
| Gemälde Porträt von Franz I. dem Ritterkönig                                                                         | Ölfarbe auf Leinwand, vergoldeter Holzrahmen, 17. Jahrhundert                                                        | im Château de Bussy-Rabutin (Lage) | PM21002872    | Classé       | 1862  |                |
| Gemälde Porträt von Heinrich II.                                                                                     | Ölfarbe auf Leinwand, vergoldeter Holzrahmen, 17. Jahrhundert                                                        | im Château de Bussy-Rabutin (Lage) | PM21002873    | Classé       | 1862  |                |
| Gemälde Porträt eines Mannes mit brauner Weste                                                                       | Ölfarbe auf Leinwand, vergoldeter Holzrahmen, um 1800                                                                | im Château de Bussy-Rabutin (Lage) | PM21002874    | Classé       | 1862  |                |
| Gemälde Porträt von Karl IX.                                                                                         | Ölfarbe auf Leinwand, vergoldeter Holzrahmen, 17. Jahrhundert; nach François Clouet                                  | im Château de Bussy-Rabutin (Lage) | PM21002875    | Classé       | 1862  |                |
| Gemälde Porträt von Heinrich III.                                                                                    | Ölfarbe auf Leinwand, vergoldeter Holzrahmen, 17. Jahrhundert; nach Jean Decourt                                     | im Château de Bussy-Rabutin (Lage) | PM21002876    | Classé       | 1862  |                |
| Gemälde Porträt von Heinrich IV.                                                                                     | Ölfarbe auf Leinwand, vergoldeter Holzrahmen, 17. Jahrhundert; nach Frans Pourbus dem Jüngeren                       | im Château de Bussy-Rabutin (Lage) | PM21002877    | Classé       | 1862  |                |
| Gemälde Porträt von Ludwig XIII.                                                                                     | Ölfarbe auf Leinwand, vergoldeter Holzrahmen, 19. Jahrhundert; nach Philippe de Champaigne                           | im Château de Bussy-Rabutin (Lage) | PM21002878    | Classé       | 1862  |                |
| Gemälde Porträt von Ludwig XIV.                                                                                      | Ölfarbe auf Leinwand, vergoldeter Holzrahmen, 18. Jahrhundert; nach Hyacinthe Rigaud                                 | im Château de Bussy-Rabutin (Lage) | PM21002879    | Classé       | 1862  |                |
| Gemälde Porträt von Ludwig XV.                                                                                       | Ölfarbe auf Leinwand, vergoldeter Holzrahmen, 18. Jahrhundert; nach Jean-Baptiste van Loo                            | im Château de Bussy-Rabutin (Lage) | PM21002880    | Classé       | 1862  |                |
| Gemälde Porträt von Ludwig XVI.                                                                                      | Ölfarbe auf Leinwand, vergoldeter Holzrahmen, 19. Jahrhundert; nach Joseph Siffred Duplessis                         | im Château de Bussy-Rabutin (Lage) | PM21002881    | Classé       | 1862  |                |
| Gemälde Porträt von Ludwig XVII.                                                                                     | Ölfarbe auf Leinwand, vergoldeter Holzrahmen, um 1800; nach Alexander Kucharski                                      | im Château de Bussy-Rabutin (Lage) | PM21002882    | Classé       | 1862  |                |
| Gemälde Porträt von Ludwig XVIII.                                                                                    | Ölfarbe auf Leinwand, vergoldeter Holzrahmen, 19. Jahrhundert; nach François Gérard                                  | im Château de Bussy-Rabutin (Lage) | PM21002883    | Classé       | 1862  |                |
| Gemälde Porträt von Karl X.                                                                                          | Ölfarbe auf Leinwand, vergoldeter Holzrahmen, 19. Jahrhundert; nach Robert Lefèvre                                   | im Château de Bussy-Rabutin (Lage) | PM21002884    | Classé       | 1862  |                |
| Gemälde Porträt von Pierre Jeannin                                                                                   | Ölfarbe auf Leinwand, vergoldeter Holzrahmen, 17. Jahrhundert; nach François Quesnel                                 | im Château de Bussy-Rabutin (Lage) | PM21002885    | Classé       | 1862  |                |
| Gemälde Porträt von Maximilien de Béthune, duc de Sully                                                              | Ölfarbe auf Leinwand, vergoldeter Holzrahmen, 17. Jahrhundert                                                        | im Château de Bussy-Rabutin (Lage) | PM21002886    | Classé       | 1862  |                |
| Gemälde Porträt eines Parlamentärs                                                                                   | Ölfarbe auf Leinwand, vergoldeter Holzrahmen, 17. Jahrhundert                                                        | im Château de Bussy-Rabutin (Lage) | PM21002887    | Classé       | 1862  |                |
| Gemälde Porträt von Ambroise Paré                                                                                    | Ölfarbe auf Leinwand, vergoldeter Holzrahmen, 17. Jahrhundert                                                        | im Château de Bussy-Rabutin (Lage) | PM21002888    | Classé       | 1862  |                |
| Gemälde Porträt von Benjamin Franklin                                                                                | Ölfarbe auf Leinwand, vergoldeter Holzrahmen, 17. Jahrhundert                                                        | im Château de Bussy-Rabutin (Lage) | PM21002889    | Classé       | 1862  |                |
| Gemälde Porträt von Oliver Cromwell                                                                                  | Ölfarbe auf Leinwand, vergoldeter Holzrahmen, 17. Jahrhundert                                                        | im Château de Bussy-Rabutin (Lage) | PM21002890    | Classé       | 1862  |                |
| Grafik Porträt einer Dame                                                                                            | Schwarzkreide auf Papier, Holzrahmen, 19. Jahrhundert, von Charles-Philippe Larivière                                | im Château de Bussy-Rabutin (Lage) | PM21002891    | Classé       | 1862  |                |
| Grafik Gartenarbeiten                                                                                                | Tusche auf Papier, vergoldeter Holzrahmen, Ende des 18. Jahrhunderts, von César-Eléonor de Sarcus                    | im Château de Bussy-Rabutin (Lage) | PM21002892    | Classé       | 1862  |                |
| Grafik Johannisfeuer                                                                                                 | Tusche auf Papier, vergoldeter Holzrahmen, Ende des 18. Jahrhunderts, von César-Eléonor de Sarcus                    | im Château de Bussy-Rabutin (Lage) | PM21002893    | Classé       | 1862  |                |
| Grafik Titon und Aurora                                                                                              | Rötel auf Papier, Holzrahmen, 18. Jahrhundert, von Jean-Baptiste Marie Pierre                                        | im Château de Bussy-Rabutin (Lage) | PM21002894    | Classé       | 1862  |                |
| Grafik Schlafende Mutter mit Kind                                                                                    | Tusche auf Papier, Holzrahmen, 18. Jahrhundert, von Jean-Baptiste Deshays                                            | im Château de Bussy-Rabutin (Lage) | PM21002895    | Classé       | 1862  |                |
| Grafik Porträt einer lesenden Heiligen                                                                               | Schwarzkreide auf Papier, 1750 von Giorgio Gasparo de Prenner                                                        | im Château de Bussy-Rabutin (Lage) | PM21002896    | Classé       | 1862  |                |
| Grafik Porträt von César-Eléonore de Sarcus                                                                          | Lithografie auf Papier, vergoldeter Holzrahmen, 19. Jahrhundert                                                      | im Château de Bussy-Rabutin (Lage) | PM21002897    | Classé       | 1862  |                |
| Grafik Porträt von Joseph-Hyacinthe Le Mercerel de Chasteloger                                                       | Stahlstich auf Papier, vergoldeter Holzrahmen, 1815 von Jean-Baptiste César de Sarcus                                | im Château de Bussy-Rabutin (Lage) | PM21002898    | Classé       | 1862  |                |
| Grafik Porträt von Antoinette Deshoulières                                                                           | Stahlstich auf Papier, vergoldeter Holzrahmen, 1778                                                                  | im Château de Bussy-Rabutin (Lage) | PM21002899    | Classé       | 1862  |                |
| Grafik Porträt von Adrienne Lecouvreur                                                                               | Stahlstich auf Papier, vergoldeter Holzrahmen, 18. Jahrhundert                                                       | im Château de Bussy-Rabutin (Lage) | PM21002900    | Classé       | 1862  |                |
| Grafik Porträt von Voltaire                                                                                          | Stahlstich auf Papier, vergoldeter Holzrahmen, Ende des 18. Jahrhunderts                                             | im Château de Bussy-Rabutin (Lage) | PM21002901    | Classé       | 1862  |                |
| Grafik Porträt des heiligen Vinzenz von Paul                                                                         | Stahlstich auf Papier, vergoldeter Holzrahmen, zweite Hälfte des 18. Jahrhunderts                                    | im Château de Bussy-Rabutin (Lage) | PM21002902    | Classé       | 1862  |                |
| Grafik Porträt von Jacques Bénigne Bossuet                                                                           | Stahlstich auf Papier, vergoldeter Holzrahmen, 1773                                                                  | im Château de Bussy-Rabutin (Lage) | PM21002903    | Classé       | 1862  |                |
| Grafik Porträt von Jules Hardouin-Mansart                                                                            | Stahlstich auf Papier, vergoldeter Holzrahmen, Anfang des 18. Jahrhunderts                                           | im Château de Bussy-Rabutin (Lage) | PM21002904    | Classé       | 1862  |                |
| Grafik Porträt von François Fénelon                                                                                  | Stahlstich auf Papier, vergoldeter Holzrahmen, 18. Jahrhundert, von Étienne Ficquet gestochen                        | im Château de Bussy-Rabutin (Lage) | PM21002905    | Classé       | 1862  |                |
| Grafik Porträt von Georges-Louis Leclerc de Buffon                                                                   | Stahlstich auf Papier, vergoldeter Holzrahmen, 1775; nach François-Hubert Drouais                                    | im Château de Bussy-Rabutin (Lage) | PM21002906    | Classé       | 1862  |                |
| Grafik Porträt von Jean-François Regnard                                                                             | Stahlstich auf Papier, vergoldeter Holzrahmen, 1776; nach Hyacinthe Rigaud                                           | im Château de Bussy-Rabutin (Lage) | PM21002907    | Classé       | 1862  |                |
| Grafik Porträt von Jean de La Fontaine                                                                               | Stahlstich auf Papier, vergoldeter Holzrahmen, 18. Jahrhundert; nach Hyacinthe Rigaud                                | im Château de Bussy-Rabutin (Lage) | PM21002908    | Classé       | 1862  |                |
| Grafik Porträt von Jean Racine                                                                                       | Stahlstich auf Papier, vergoldeter Holzrahmen, 1772; nach Jean-Baptiste Santerre                                     | im Château de Bussy-Rabutin (Lage) | PM21002909    | Classé       | 1862  |                |
| Grafik Porträt von François-Joachim de Pierre de Bernis                                                              | Stahlstich auf Papier, vergoldeter Holzrahmen, 1778; nach Antoine-François Callet                                    | im Château de Bussy-Rabutin (Lage) | PM21002910    | Classé       | 1862  |                |
| Grafik Porträt von Ludwig XIV. (1)                                                                                   | Stahlstich auf Papier, vergoldeter Holzrahmen, 1771; nach Hyacinthe Rigaud                                           | im Château de Bussy-Rabutin (Lage) | PM21002911    | Classé       | 1862  |                |
| Grafik Porträt von Jean Geoffroy Seiffert                                                                            | Stahlstich auf Papier, vergoldeter Holzrahmen, zweite Hälfte des 18. Jahrhunderts                                    | im Château de Bussy-Rabutin (Lage) | PM21002912    | Classé       | 1862  |                |
| Grafik Porträt von Ludwig XIV. (2)                                                                                   | Stahlstich auf Papier, vergoldeter Holzrahmen, um 1700; nach Hyacinthe Rigaud                                        | im Château de Bussy-Rabutin (Lage) | PM21002913    | Classé       | 1862  |                |
| Grafik Porträt von Armand-Jean du Plessis, duc de Richelieu                                                          | Stahlstich auf Papier, vergoldeter Holzrahmen, 1774, gestochen von Pierre Savart; nach Philippe de Champaigne        | im Château de Bussy-Rabutin (Lage) | PM21002914    | Classé       | 1862  |                |
| Grafik Porträt von Heinrich IV.                                                                                      | Stahlstich auf Papier, vergoldeter Holzrahmen, 1764; nach Frans Pourbus dem Jüngeren                                 | im Château de Bussy-Rabutin (Lage) | PM21002915    | Classé       | 1862  |                |
| Grafik Porträt von Jean-Baptiste Colbert                                                                             | Stahlstich auf Papier, vergoldeter Holzrahmen, 1773; nach Philippe de Champaigne                                     | im Château de Bussy-Rabutin (Lage) | PM21002916    | Classé       | 1862  |                |
| Grafik Porträt von Nicolas de Catinat                                                                                | Stahlstich auf Papier, vergoldeter Holzrahmen, 1775                                                                  | im Château de Bussy-Rabutin (Lage) | PM21002917    | Classé       | 1862  |                |
| Grafik Porträt von Prosper Jolyot Crébillon                                                                          | Stahlstich auf Papier, vergoldeter Holzrahmen, 18. Jahrhundert; nach Jacques-André-Joseph Camelot Aved               | im Château de Bussy-Rabutin (Lage) | PM21002918    | Classé       | 1862  |                |
| Grafik Porträt von Charles Gaspard Guillaume de Vintimille du Luc                                                    | Stahlstich auf Papier, vergoldeter Holzrahmen, zweites Viertel des 18. Jahrhunderts; nach Hyacinthe Rigaud           | im Château de Bussy-Rabutin (Lage) | PM21002919    | Classé       | 1862  |                |
| Grafik Porträt von Molière                                                                                           | Stahlstich auf Papier, vergoldeter Holzrahmen, 18. Jahrhundert; nach Charles-Antoine Coypel                          | im Château de Bussy-Rabutin (Lage) | PM21002920    | Classé       | 1862  |                |
| Grafik Porträt von Edme Calabre                                                                                      | Stahlstich auf Papier, vergoldeter Holzrahmen, 18. Jahrhundert                                                       | im Château de Bussy-Rabutin (Lage) | PM21002921    | Classé       | 1862  |                |
| Gemälde Porträt von Maria Leszczyńska                                                                                | Ölfarbe auf Leinwand, vergoldeter Holzrahmen, 18. Jahrhundert                                                        | im Château de Bussy-Rabutin (Lage) | PM21002923    | Classé       | 1862  |                |
| Gemälde Belebte Landschaft                                                                                           | Ölfarbe auf Leinwand, vergoldeter Holzrahmen, 18. Jahrhundert                                                        | im Château de Bussy-Rabutin (Lage) | PM21002924    | Classé       | 1862  |                |
| Gemälde Ansicht des Château de Fenyol (1)                                                                            | Ölfarbe auf Leinwand, vergoldeter Holzrahmen, um 1800                                                                | im Château de Bussy-Rabutin (Lage) | PM21002925    | Classé       | 1862  |                |
| Gemälde Bootsfahrt                                                                                                   | Ölfarbe auf Leinwand, vergoldeter Holzrahmen, 19. Jahrhundert                                                        | im Château de Bussy-Rabutin (Lage) | PM21002926    | Classé       | 1862  |                |
| Gemälde Ansicht des Château de Fenyol (2)                                                                            | Ölfarbe auf Leinwand, vergoldeter Holzrahmen, um 1800                                                                | im Château de Bussy-Rabutin (Lage) | PM21002927    | Classé       | 1862  |                |
| Gemälde Porträt einer Dame vom Mailänder Hof                                                                         | Ölfarbe auf Leinwand, vergoldeter Holzrahmen, 1810 von Jean-Baptiste César Sarcus; nach Leonardo da Vinci            | im Château de Bussy-Rabutin (Lage) | PM21002928    | Classé       | 1862  |                |
| Gemälde Hafenszene mit Turm                                                                                          | Ölfarbe auf Leinwand, vergoldeter Holzrahmen, 18. Jahrhundert                                                        | im Château de Bussy-Rabutin (Lage) | PM21002929    | Classé       | 1862  |                |
| Gemälde Landschaft mit Fluss, Hügeln und Denkmälern                                                                  | Ölfarbe auf Leinwand, vergoldeter Holzrahmen, 19. Jahrhundert, von Louis Duval                                       | im Château de Bussy-Rabutin (Lage) | PM21002930    | Classé       | 1862  |                |
| Gemälde Landschaft mit Jäger und drei Hunden                                                                         | Ölfarbe auf Leinwand, vergoldeter Holzrahmen, 19. Jahrhundert                                                        | im Château de Bussy-Rabutin (Lage) | PM21002931    | Classé       | 1862  |                |
| Grafik Porträt von Mademoiselle Hardouin de Beaumois, comtesse de Sparre                                             | Patelkreide auf Papier, vergoldeter Holzrahmen, zweite Hälfte des 18. Jahrhunderts                                   | im Château de Bussy-Rabutin (Lage) | PM21002932    | Classé       | 1862  |                |
| Gemälde Putti spielen mit einem Ziegenbock                                                                           | Ölfarbe auf Leinwand, vergoldeter Holzrahmen, 17. Jahrhundert, Bon Boullogne zugeschrieben                           | im Château de Bussy-Rabutin (Lage) | PM21002933    | Classé       | 1862  |                |
| Grafik Madonna mit schlafendem Jesuskind                                                                             | Aquarellfarben und Kreide auf Papier, vergoldeter Holzrahmen, 19. Jahrhundert; nach Sassoferrato                     | im Château de Bussy-Rabutin (Lage) | PM21002934    | Classé       | 1862  |                |
| Grafik Zwei Frauen im Gespräch                                                                                       | Lithografie auf Papier, vergoldeter Holzrahmen, 19. Jahrhundert                                                      | im Château de Bussy-Rabutin (Lage) | PM21002935    | Classé       | 1862  |                |
| Grafik Kommunion | Lithografie auf Papier, vergoldeter Holzrahmen, 19. Jahrhundert                                                      | im Château de Bussy-Rabutin (Lage) | PM21002936    | Classé       | 1862  |                |
| Gemälde Die heilige Familie mit dem Johannesknaben                                                                   | Ölfarbe auf Kupfer, vergoldeter Holzrahmen, 17. Jahrhundert; nach Pierre Mignard                                     | im Château de Bussy-Rabutin (Lage) | PM21002937    | Classé       | 1862  |                |
| Gemälde Fest mit Wasserspielen und Feuerwerk                                                                         | Ölfarbe auf Leinwand, vergoldeter Holzrahmen, Ende des 18. Jahrhunderts                                              | im Château de Bussy-Rabutin (Lage) | PM21002938    | Classé       | 1862  |                |
| Gemälde Sitzender Briefleser                                                                                         | Ölfarbe auf Leinwand, vergoldeter Holzrahmen, 17. Jahrhundert                                                        | im Château de Bussy-Rabutin (Lage) | PM21002940    | Classé       | 1862  |                |
| Relief Von der Jagd heimkehrende Putti                                                                               | Bronze, Holzrahmen, um 1800                                                                                          | im Château de Bussy-Rabutin (Lage) | PM21002941    | Classé       | 1862  |                |
| Relief Aus dem Krieg heimkehrende Putti                                                                              | Bronze, Holzrahmen, um 1800                                                                                          | im Château de Bussy-Rabutin (Lage) | PM21002942    | Classé       | 1862  |                |
| Skulptur Hirtenszene                                                                                                 | Porzellan, um 1800                                                                                                   | im Château de Bussy-Rabutin (Lage) | PM21002943    | Classé       | 1862  |                |
| Kasel | Seide, bestickt, um 1700                                                                                             | im Château de Bussy-Rabutin (Lage) | PM21003589    | Inscrit      | 1977  |                |